# Championnat d'Asie féminin de basket-ball 2007
Navigation
Édition précédente Édition suivante
Le championnat d'Asie de basket-ball féminin 2007 est le 23e championnat d'Asie de basket-ball féminin organisé par la FIBA Asie. La compétition a lieu à Incheon en Corée du Sud du 3 juin au 10 juin 2007. Ce championnat est qualificatif pour les Jeux olympiques d'été de 2008 de Pékin.

## Enjeux olympiques
Le vainqueur du tournoi se qualifie pour les jeux. En cas de victoire de la Chine, qualifiée en tant que pays hôte des Jeux olympiques de 2008, le finaliste obtiendra sa participation aux jeux.
Les deux équipes les mieux classées ensuite se voient accorder le droit de participer à un tournoi de qualification aux jeux.

## Compétition

### Tour préliminaire
| Équipe de 1 à 6 |              |     |   |   |    |    |      |
|                 | Équipe       | Pts | G | P | PP | PC | Diff |
| 1               | Corée du Sud | 10  | 5 | 0 |    |    |      |
| 2               | Japon        | 9   | 4 | 1 |    |    |      |
| 3               | Chine        | 8   | 3 | 2 |    |    |      |
| 4               | Taïwan       | 7   | 2 | 3 |    |    |      |
| 5               | Thaïlande    | 6   | 1 | 4 |    |    |      |
| 6               | Malaisie     | 5   | 0 | 5 |    |    |      |

| Équipe de 7 à 12 |             |     |   |   |    |    |      |
|                  | Équipe      | Pts | G | P | PP | PC | Diff |
| 1                | Inde        | 10  | 5 | 0 |    |    |      |
| 2                | Hong Kong   | 9   | 4 | 1 |    |    |      |
| 3                | Ouzbékistan | 8   | 3 | 2 |    |    |      |
| 4                | Vietnam     | 7   | 2 | 3 |    |    |      |
| 5                | Singapour   | 6   | 1 | 4 |    |    |      |
| 6                | Sri Lanka   | 5   | 0 | 5 |    |    |      |

### Phase finale
|  | Demi-finales | Demi-finales |                        |    | Finale  | Finale  |
|  | Demi-finales | Demi-finales |                        |    | Finale  | Finale  |
|  |              |              |                        |    |         |         |
|  | 9 juin       | 9 juin       |                        |    | 10 juin | 10 juin |
|  | 9 juin       | 9 juin       |                        |    | 10 juin | 10 juin |
|  | Corée du Sud | 80           |                        |    | 10 juin | 10 juin |
|  | Corée du Sud | 80           |                        |    | 10 juin | 10 juin |
|  | Taïwan       | 70           |                        |    | 10 juin | 10 juin |
|  | Taïwan       | 70           | Corée du Sud           | 79 |         |         |
|  | 9 juin       |              | Corée du Sud           | 79 |         |         |
|  |              | Chine        | 73                     |    |         |         |
|  | Japon        | Chine        | 73                     | 62 |         |         |
|  | Japon        |              |                        | 62 |         |         |
|  | Chine        | 74           |                        |    |         |         |
|  | Chine        | 74           | Match pour la 3e place |    |         |         |
|  |              |              |                        |    |         |         |
|  | 10 juin      |              |                        |    |         |         |
|  |              |              |                        |    |         |         |
|  | Taïwan       | 70           |                        |    |         |         |
|  | Taïwan       | 70           |                        |    |         |         |
|  | Japon        | 73           |                        |    |         |         |
|  | Japon        | 73           |                        |    |         |         |

## Classement final
- Équipe qualifiée pour les Jeux olympiques de 2008
- Équipes qualifiées pour le tournoi préolympique de basket-ball 2008

| Rang                     | Équipe       | V-D |
| ------------------------ | ------------ | --- |
| Médaille d'or, Asie      | Corée du Sud | 7–0 |
| Médaille d'argent, Asie  | Chine        | 4–3 |
| Médaille de bronze, Asie | Japon        | 5–2 |
| 4e                       | Taïwan       | 2–5 |
| 5e                       | Thaïlande    | 2–4 |
| 6e                       | Malaisie     | 0–6 |
| 7e                       | Inde         | 6–0 |
| 8e                       | Hong Kong    | 4–2 |
| 9e                       | Ouzbékistan  | 3–2 |
| 10e                      | Vietnam      | 2–3 |
| 11e                      | Singapour    | 1–4 |
| 12e                      | Sri Lanka    | 0–5 |